# Die Verjüngungskur
Die Verjüngungskur ist ein im älpischen Bauernmilieu spielender, österreichischer Filmschwank aus dem Jahre 1948 von Harald Röbbeling mit Olga von Togni, Paul Löwinger und weiteren Mitgliedern der Löwinger-Bühne in Nebenrollen. Alternativtitel ist Nach Regen folgt Sonne.

## Handlung
Die Bauersfrau Poldi Hinterhuber ist eine ziemlich resolute Person, die in der Ehe mit ihrem Mann Alois eindeutig die Hosen anhat. Eigentlich ist er ihr zu alt und optisch verlebt, und so verdonnert Poldi Alois dazu, sich zur Kur zu begeben, um anschließend verjüngt und entschlackt zu ihr zurückzukehren. So geschieht es, doch als Alois wieder heimkehrt staunt Poldi nicht schlecht: Sie erkennt ihren Gatten fast nicht mehr wieder! Tatsächlich wirkt er wie ein verjüngtes Exemplar ihres Alten. Wie soll sie auch ahnen, dass in Wahrheit Alois’ Neffe Toni heimgeschickt wurde, der seinem Onkel bis aufs Haar gleicht!
Poldi ist regelrecht begeistert und lässt sich nun von ihrem mutmaßlich verjüngten und somit auch deutlich attraktiver gewordenen Gatten regelrecht herumschubsen. Alois selbst beobachtet alles aus der Nähe und hat einen Heidenspaß daran, seinen Ehedrachen einmal richtig folgsam zu erleben. Dazu tritt Alois selbst in der Rolle seines gleichfalls verjüngten eigenen Vaters in Erscheinung. Bald aber verkomplizieren sich die Dinge, denn Poldi hat eine Tochter aus erster Ehe. In sie verliebt sich nunmehr Alois. Bald kommt der ganze Verwechslungsschwindel ans Tageslicht, und die beiden Eheleute sind froh, dass sie einander wiederhaben.

## Produktionsnotizen
Die Verjüngungskur entstand im Frühling 1948 im und beim Behelfsatelier Thiersee in Österreich und wurde am 13. August 1948 uraufgeführt. Die deutsche Premiere fand am 14. Juli 1950 in München statt.
Heinrich Haas übernahm die Produktionsleitung. Gustav Abel gestaltete die Filmbauten.

## Kritik
Röbbelings Frühwerk wurde zur Zeit der Entstehung von der heimischen Kritik regelrecht verrissen und später sogar in einigen Gebieten Österreichs mit Aufführungsverbot belegt. Die „Österreichische Film und Kino Zeitung“ sprach in ihrer Ausgabe vom 14. August 1948 auf Seite 6 von einer Gefahr für den Ruf der österreichischen Filmproduktion, da der Film „indiskutable Unzulänglichkeiten“ in Bild, Ton und auf technischem Niveau besäße, das Drehbuch primitiv und das Gesamtwerk stellenweise ordinär und unappetitlich sei. Bei einer Aufführung im Mai 1948 in Innsbruck kam es bei katholischen Jugendlichen unter den Zuschauern zu lautstarken Protesten, da der Streifen das Bauerntum beleidigen würde. Für den Landeshauptmann von Salzburg, Josef Rehrl, war dieser Streifen eines jener Werke, die die Landbevölkerung und ihre Werte öffentlich herabsetzten. Er beklagte, dass „derbe Bauernschwänke“ wie Die Verjüngungskur angeblich das Ziel hätten, das „Bauerntum herabzusetzen“, zu verspotten und zu beleidigen.
Im Filmdienst heißt es: „Verwechslungsschwank nach gängigen Mustern, aber für die Entstehungszeit mit einigen recht zotigen Dialogen.“